# Amadora
 (novembre 2014).
Amadora est une ville et une municipalité (en portugais : concelho ou município) du Portugal, située dans le district et la région de Lisbonne. 
C'est par le nombre d'habitants la quatrième municipalité du Portugalmais aussi l'une des plus petites en termes d'occupation des sols, sa superficie n'étant que de  23,77 km2, ce qui en fait la municipalité avec la plus forte densité de population du pays.

## La ville
La ville est située entre l'autoroute menant à l'aéroport et le périphérique de Lisbonne. Elle est à proximité du stade de la Luz. Amadora est la plus grande municipalité de la banlieue de la capitale. 
Jusqu'à récemment, Amadora était une zone essentiellement rurale, mais c'est aujourd'hui une ville très développée, bien qu'elle ait conservé quelques monuments intéressants. A la frontière avec la ville de Lisbonne, se trouvent les Portas de Benfica, une curieuse construction du début du XXe siècle avec huit tourelles, où la circulation payait autrefois une taxe, comme un péage à l'ancienne.
L'endroit est un centre de musique rap et du Hip Hop Tuga, la culture de banlieue. La ville présente un mélange de culture, au rythme africain, nostalgie du fado et sensualité du reagetton latino. C'est la quatrième ville la plus grande du Portugal.

## Géographie
Amadora est limitrophe :
- au nord-est, de Odivelas,
- au sud-est, de Lisbonne,
- au sud et à l'ouest, de Oeiras,
- à l'ouest et au nord, de Sintra.

## Démographie
| 1981    | 1991    | 2001    | 2011    |
| ------- | ------- | ------- | ------- |
| 163 878 | 181 774 | 175 872 | 175 135 |

## Subdivisions
La municipalité de Amadora groupe 11 freguesias :
- Alfornelos
- Alfragide
- Brandoa
- Buraca
- Damaia
- Falagueira
- Mina
- Reboleira
- São Brás
- Venda Nova
- Venteira

## Jumelages

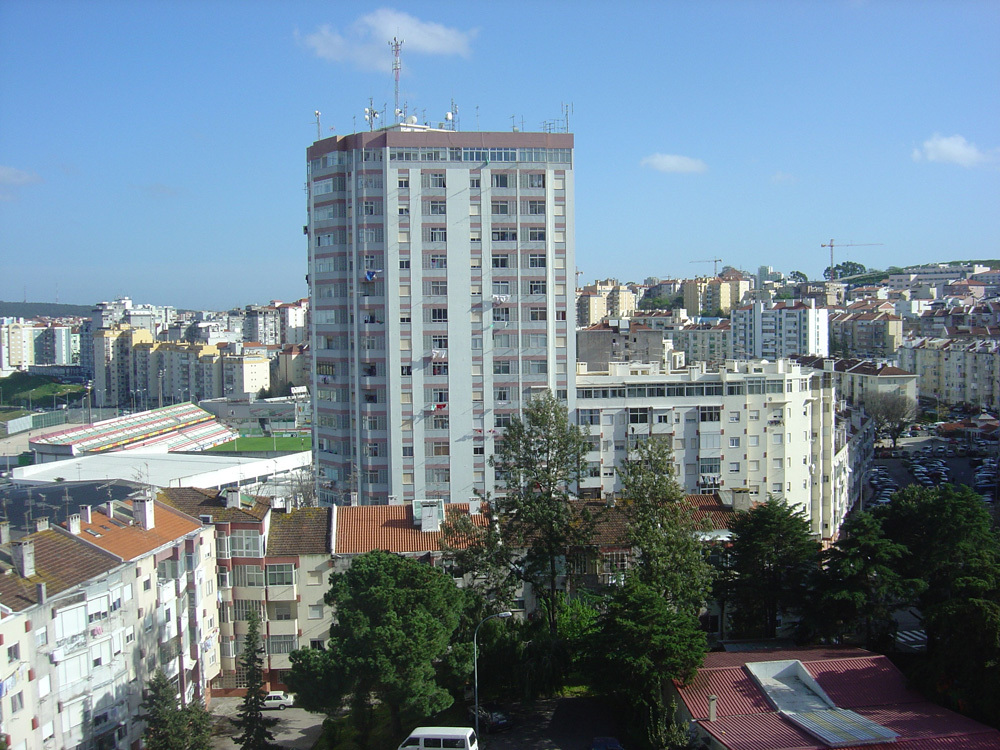
Centre-Ville de Amadora

- Tarrafal (Cap-Vert)
- Huambo (Angola)
- Piracicaba (Brésil)

## Personnalités
- Marie Claire de l'Enfant Jésus (1843-1899), religieuse fondatrice des Franciscaines hospitalières de l'Immaculée Conception et béatifiée en 2011, est née dans la commune.
- Le groupe portugais Buraka Som Sistema est originaire d'Amadora.

- Le footballeur portugais Nani a grandi à Amadora.

- L'entraineur du Benfica, Jorge Jesus est né à Amadora.

- Le footballeur portugais Miguel évoluant au Valence CF est né en 1980 à Amadora.

- Le chanteur franco-portugais Lisandro Cuxi, gagnant de la sixième saison de The Voice : La Plus Belle Voix, est né à Amadora en 1999.

## Lieux d'intérêt
- Le site archéologique mégalithique de la Nécropole de Carenque